# LexiROM
Die LexiROM war ein multimediales Nachschlagewerk für den Computer auf CD-ROM, das vom Bibliographischen Institut, Mannheim, später in Kooperation mit dem Unternehmen Microsoft, herausgegeben wurde.
Die erste Auflage aus dem Hause Microsoft erschien 1995, die vierte und letzte Auflage, Untertitel Edition 2000, im September 1999. Microsoft legte außerdem zwischenzeitlich dem Programmpaket Microsoft Office 97 Professional (deutsche Version) eine kompaktere Variante namens LexiROM Mini bei. LexiROM wurde schließlich eingestellt; vermutlich wegen der hausinternen Konkurrenz zu den verbreiteten Multimedia-Lexika aus dem Hause der LexiROM-Kooperationspartner, Microsoft Encarta und Brockhaus Enzyklopädie.

## Inhalt
Version 4.0, die Edition 2000, enthielt die folgenden Nachschlagewerke:
- Meyers Lexikon in drei Bänden (1998)
- Duden: Die deutsche Rechtschreibung (in 20. Auflage mit alter und 21. Auflage mit neuer Rechtschreibung)
- Duden: Das Fremdwörterbuch (1997)
- Duden: Die sinn- und sachverwandten Wörter (1997)
- Langenscheidts Taschenwörterbuch Englisch (1998)

In den Versionen 2.0 und 3.0 war außerdem der Microsoft Weltatlas enthalten, bevor er schließlich in das separat zu erwerbende Produkt Encarta Weltatlas ausgegliedert wurde.

## Varianten
Microsoft LexiROM war ein exklusiv deutschsprachiges Produkt. Das Gegenstück für den französischsprachigen Markt wurde unter dem Namen Microsoft Bibliorom vertrieben. Beide sind eigenständige Sprachvarianten des ähnlichen Microsoft Bookshelf, das zwar dieselbe technische Basis hatte, inhaltlich jedoch etwas mehr auf Faktenrecherche ausgerichtet war, anstatt auf Wörterbücher. Es erschien in der ersten Auflage bereits 1987 für den englischsprachigen, später mindestens auch für den spanischsprachigen und japanischen Markt.

## Sonstiges
Die vierte Auflage von LexiROM ist auf Windows XP nur noch bei Einspielung eines Patches bzw. des Shockwave Players lauffähig. Version 2.0 (Auflage von 1996, bereits mit neuer Rechtschreibung) läuft problemlos auf Windows XP und Vista.